# Linda Heitmann

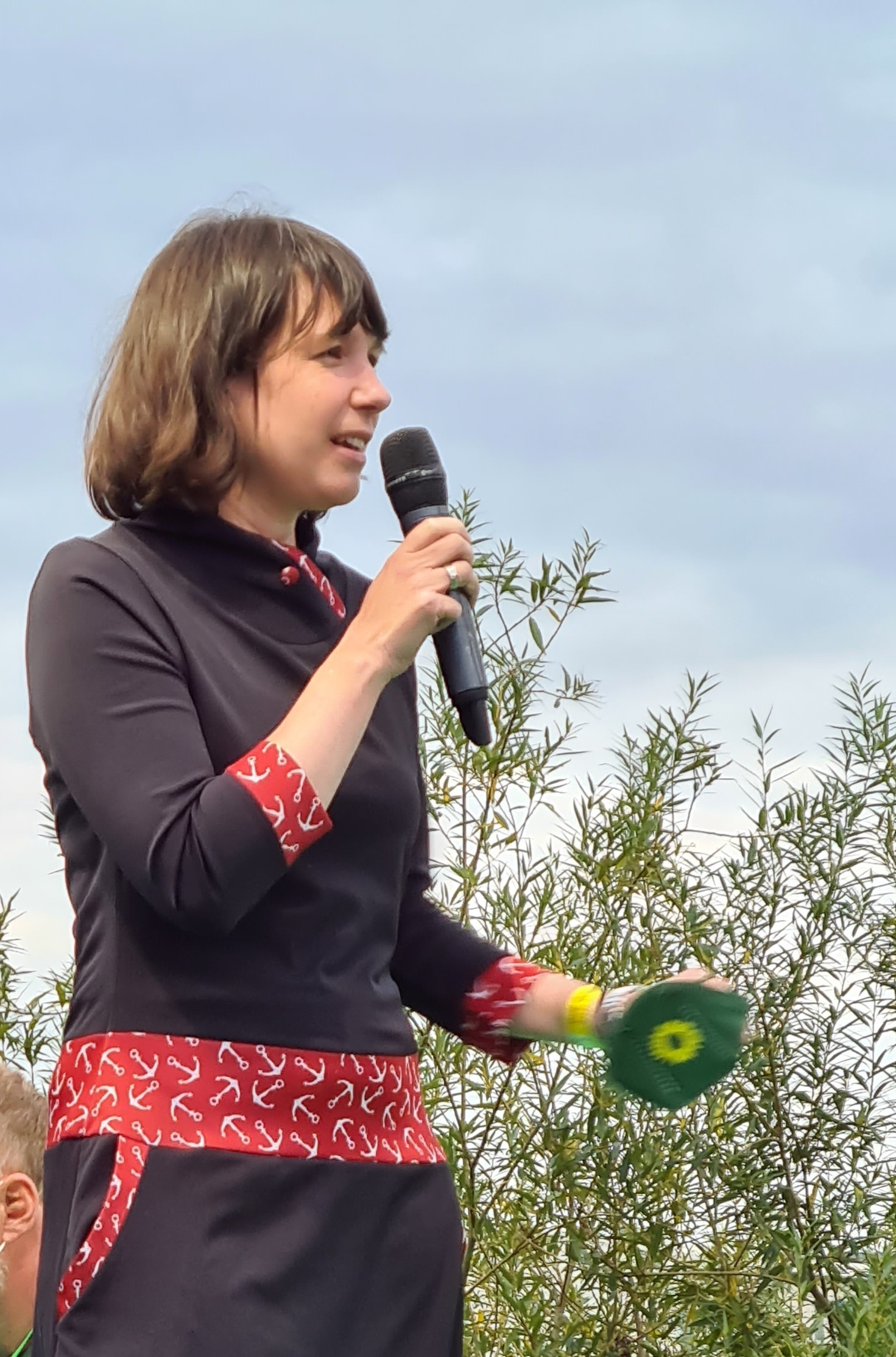
Linda Heitmann (2021)

Linda Heitmann (* 2. August 1982 in Hamburg) ist eine deutsche Politikerin (Bündnis 90/Die Grünen). Seit 2021 ist sie Mitglied des Deutschen Bundestages. Zuvor gehörte sie von 2008 bis 2011 der Hamburgischen Bürgerschaft an.

## Leben
Heitmann besuchte von 1994 bis 2002 das Gymnasium in Schenefeld und studierte von 2003 bis 2008 Politikwissenschaft und Geographie an der Universität Hamburg sowie in Cork (Irland). Im Oktober 2008 schloss sie ihr Studium in Hamburg als Diplom-Politologin ab. Sie ist verheiratet und hat eine Tochter. Nach verschiedenen beruflichen Funktionen für Bündnis 90/Die Grünen leitete sie von 2016 bis 2021 die „Hamburgische Landesstelle für Suchtfragen“.

## Politik
Heitmann ist seit 2003 Mitglied von Bündnis 90/Die Grünen. Von 2005 bis 2008 gehörte sie dem Landesvorstand der Grünen Jugend Hamburg an und war von 2006 bis Mai 2008 deren Vorsitzende. Von 2006 bis 2008 war sie Deputierte in der Behörde für Inneres. Von 2015 bis 2020 übte sie diese Funktion erneut aus.
Zur Bürgerschaftswahl in Hamburg 2008 kandidierte sie im Wahlkreis Altona auf Platz 5 der Wahlkreisliste sowie auf Platz 13 der Landesliste. Sie rückte am 7. Mai 2008 für Christa Goetsch, die Senatorin für Schule, Berufs- & Weiterbildung wurde, in die Hamburgische Bürgerschaft nach. Da Goetsch über Persönlichkeitsstimmen im Wahlkreis Altona direkt gewählt worden war, war Heitmann als Wahlkreiskandidatin mit den zweitmeisten Persönlichkeitsstimmen trotz des Listenplatzes 5 die erste Nachrückerin. Heitmann war für ihre Fraktion Sprecherin für Gesundheit, Drogenpolitik und Jugendpartizipation. Nach dem Scheitern der Koalition musste sie wieder für Christa Goetsch weichen. Bei der anschließenden Bürgerschaftswahl in Hamburg 2011 sowie bei den Wahlen 2015 und 2020 gelang ihr der erneute Einzug ins Parlament nicht.
Von Oktober 2009 bis 2010 war Linda Heitmann Vorsitzende des GAL-Kreisverbandes Hamburg-Altona. Nach einem Aufenthalt in Baden-Württemberg, während dem sie im dortigen Landesverband u. a. als stellvertretende Pressesprecherin arbeitete, war sie von 2015 bis 2017 Mitglied im Landesvorstand der Hamburger Grünen und dort frauenpolitische Sprecherin. Bei der Neuwahl des Landesvorstands am 24. Juni 2017 kandidierte Heitmann für den stellvertretenden Landesvorsitz, unterlag jedoch mit 36,23 % der abgegebenen Stimmen gegenüber Martin Bill.
Bei der Bundestagswahl 2021 wurde Heitmann im Bundestagswahlkreis Hamburg-Altona für Bündnis 90/Die Grünen direkt als Abgeordnete in den Deutschen Bundestag gewählt. Sie setzte sich dabei mit 29,6 % der Erststimmen gegen den bisherigen direkt gewählten Abgeordneten Matthias Bartke durch, der ihr mit 28,6 % der Erststimmen unterlag. Zuvor hatte sie sich im parteiinternen Nominierungsverfahren für die Direktkandidatur gegen Adrian Hector durchgesetzt.
Im Bundestag vertritt Linda Heitmann die grüne Fraktion als Vollmitglied im Ausschuss für Gesundheit sowie im Ausschuss für Umwelt, Naturschutz und nukleare Sicherheit und ist zudem stellvertretendes Mitglied im Ausschuss für Arbeit und Soziales sowie im Ausschuss für Familie, Senioren, Frauen und Jugend.
Am 2. März 2023 sprach sie in der Bundestagsdebatte zum 25. Jahrestag der Europäischen Charta der Regional- oder Minderheitensprachen auf Niederdeutsch. Sie kritisierte: „De Utspraak, de wi hier jüst föhrt, de hett toeerst een Thema: de Spraak sülvst. Wenn hier mal en Utspraak weer op Platt to Innenpolitik oder to soziale Themen oder Klimapolitik, denn hebbt wi en goden Anstoß för de plattdüütsche Spraak in’n Alldag in Düütschland geven.“ (Linda Heitmann: Debatte zum 25. Jahrestag des Inkrafttretens der Europäischen Charta der Regional- oder Minderheitensprachen im Deutschen Bundestag, deutsch: „Unsere gerade geführte Debatte hat zunächst ein Thema: die Sprache selbst. Wenn hier einmal eine Aussprache auf Platt wäre zur Innenpolitik oder zu sozialen Themen oder Klimapolitik, dann hätten wir einen guten Anstoß für die plattdeutsche Sprache im Alltag in Deutschland gegeben.“)

## Autorin
Im Jahr 2015 veröffentlichte Linda Heitmann einen Reiseführer zum Thema „Mit Kindern in Hamburg“. Dieser erschien zuletzt 2019 in der dritten überarbeiteten Auflage.

## Ehrenamt
Seit April 2018 ist Heitmann Vorständin der Heinrich-Böll-Stiftung Hamburg.